# El amante de fuego
«El amante de fuego» es el octavo sencillo del grupo español de tecno-pop Mecano, siendo el tercer sencillo extraído de su segundo álbum de estudio, ¿Dónde está el país de las hadas? La autoría de la canción es de Nacho Cano.

## La canción
La canción narra sobre una joven que ve morir a un hombre en un incendio bajo extrañas circunstancias, cuyo espíritu, irá tomando posesión del cuerpo de la chica. Se trata, en líneas generales, de un tema hecho en ritmo de medio-tiempo con sonido tecno-pop bastante estereotipado: ritmos de sintetizador, estructura de canción pop y efectos especiales. Al comenzar la canción, desde el minuto 0:00 al 0:12, hay una introducción con efecto de sonido zumbante (zumbido), para ir creando de entrada, una atmósfera tensa. Al minuto 0:12 hay cambio de ritmo en teclados haciendo entrada la melodía básica que va a predominar durante casi toda la canción. Al minuto 0:27 comienza la vocalización de Ana Torroja. En el estribillo, se puede notar claramente el buen trabajo de segundas voces que Nacho ha dispuesto para la voz de Ana, acentuando la atmósfera de misterio. Al minuto 1:30 se agregan a la canción los sonidos de la batería, incrementando así el ritmo y la velocidad de la canción. A la altura del minuto 3:36 Nacho agrega adrede, un efecto de sonido de eco adelantado en donde poco a poco se va deformando la voz de Ana Torroja y el cual se intensifica cada vez más a medida que nos vamos acercando a la coda. Finalmente la canción va a ir menguando poco a poco en un fade-out hasta desaparecer por completo.
La canción tiene la típica estructura de las canciones pop, es decir, las partes de la canción siguen estrictamente el siguiente orden:
- Introducción.
- Estrofa.
- Estribillo.
- Estrofa.
- Puente musical.
- Estribillo.
- Coda.

En el caso de El amante de fuego la coda viene dada por sucesivas repeticiones del estribillo final, mientras el sonido va desapareciendo en un efecto de fade-out.

## Inspiración
La canción parece anticipar un incendio real, el de la discoteca Alcalá 20, ocurrido el 17 de diciembre de 1983, entonces de moda del barrio de Malasaña de Madrid y que acabó con la vida de 81 personas. La frecuentaban varios componentes del grupo y de la Movida.

## La portada
Información aún pendiente...

## Lista de canciones.

### Lado A
- «El amante de fuego» (4:28) (I. Cano)

### Lado B
- «Un poco loco» (3:22) (J.M.Cano)

## Curiosidades
La canción inspiró a la realización de una nueva producción de TV Azteca titulada "Alma Quemadora", a diferencia de la canción, la historia hablará de unos gemelos de 16 años, en la cual, uno de ellos muere en un incendio y tomará posesión del gemelo vivo por no salvarlo, obligándolo a hacer cosas satánicas, además de las quemaduras y llagas más la psicoquinesia. Será producida por Christian Bach y Humberto Zurita.

## Legado
Sin esperarse, la canción quedaría para la posteridad como una canción profética, dado que a solo tres días de estrenarse en radio, se dio el incendio de la discoteca Álcala 20, que resultó en la pérdida de la vida de 81 personas.